# Shaun Gallagher
Shaun Gallagher (ur. 7 czerwca 1980 w Letterkenny) – irlandzki kierowca rajdowy. Wielokrotny uczestnik serii Junior WRC w Rajdowych Mistrzostwach Świata - zajął m.in. 4. miejsce w 2008 roku.
W 2003 roku Gallagher zadebiutował w Rajdowych Mistrzostwach Świata. Pilotowany przez Richarda Pashleya i jadący Peugeotem 206 XS nie ukończył wówczas Rajdu Walii. W 2007 roku rozpoczął starty Citroënem C2 R2 w zespole World Rally Team Ireland, w serii Junior WRC i zdobył w niej 3 punkty. W 2008 roku startował Citroënem C2 S1600 w Junior WRC. Zajął w niej 4. miejsce za Sébastienem Ogierem, Aaronem Burkartem i Martinem Prokopem. Najlepszym wynikiem Irlandczyka w 2008 roku było zajęcie 2. miejsca w Junior WRC w Rajdzie Jordanii (13. miejsce w klasyfikacji generalnej, najlepsze w karierze).
Swój debiut rajdowy Gallagher zaliczył w 1998 roku w wieku 17 lat. Startował również w rajdach Mistrzostw Europy oraz Mistrzostw Wielkiej Brytanii. Ma za sobą starty samochodami Peugeot 106 GTI, Peugeot 206 XSi, Citroën C2 i Mitsubishi Lancer Evolution.

## Występy w mistrzostwach świata
| Sezon | Zespół                   | Samochód                | 1      | 2        | 3      | 4             | 5         | 6         | 7      | 8         | 9         | 10        | 11            | 12              | 13        | 14      | 15              | 16        | Punkty | Miejsce |
| ----- | ------------------------ | ----------------------- | ------ | -------- | ------ | ------------- | --------- | --------- | ------ | --------- | --------- | --------- | ------------- | --------------- | --------- | ------- | --------------- | --------- | ------ | ------- |
| 2003  | Shaun Gallagher          | Peugeot 206 XS          | Monako | Szwecja  | Turcja | Nowa Zelandia | Argentyna | Grecja    | Cypr   | Niemcy    | Finlandia | Australia | Włochy        | Francja         | Hiszpania | NU      |                 |           | 0      | -       |
| 2004  | Shaun Gallagher          | Mitsubishi Lancer Evo 7 | Monako | 44       | Meksyk | Nowa Zelandia | Cypr      | Grecja    | Turcja | Argentyna | Finlandia | Niemcy    | Japonia       | Wielka Brytania | Włochy    | Francja | Hiszpania       | Australia | 0      | -       |
| 2005  | Shaun Gallagher          | Mitsubishi Lancer Evo 7 | Monako | Szwecja  | Meksyk | Nowa Zelandia | Włochy    | Cypr      | Turcja | Grecja    | Argentyna | Finlandia | Niemcy        | NU              | Japonia   | Francja | Hiszpania       | Australia | 0      | -       |
| 2007  | World Rally Team Ireland | Citroën C2 R2           | Monako | Szwecja  | 44     | Meksyk        | 30        | Argentyna | 35     | Grecja    | 42        | 38        | Nowa Zelandia | 41              | Francja   | Japonia | Irlandia        | 65        | 0      | -.      |
| 2008  | World Rally Team Ireland | Citroën C2 S1600        | Monako | Szwecja  | 21     | Argentyna     | 13        | 21        | Grecja | Turcja    | 30        | 26        | Nowa Zelandia | 22              | Francja   | Japonia | Wielka Brytania |           | 0      | -       |
| 2009  | World Rally Team Ireland | Mitsubishi Lancer Evo 9 | 13     | Norwegia | Cypr   | Portugalia    | Argentyna | Włochy    | Grecja | Polska    | Finlandia | Australia | Hiszpania     | Wielka Brytania |           |         |                 |           | 0      | -       |